# ヒルサイド・アヴェニュー
『ヒルサイド・アヴェニュー』 (Hillside Avenue) は、JFNCの制作により、JFN系列各局で1992年4月1日から2005年3月31日までの13年に亘って放送されていたラジオ番組である。

## 概要
この前身の番組は『FM歌謡アベニュー』（13:00 - 14:55） と『Better than New』（15:00 - 15:55）。2002年10月のパーソナリティ変更の際、番組内容を大幅にリニューアルした。後番組は、『Wonderful Go!Go!』（2005年4月4日 - 2009年3月31日）。
放送開始当初は『ヒルサイド・アヴェニュー〜かがやいて午後〜』（ヒルサイド・アヴェニュー〜かがやいてごご〜）とサブタイトルが付いていたが、後に変更された。
2002年のリニューアルまでは、年に数回「出前アヴェニュー」として、全国各地から公開生放送（公開録音の場合もあり）をしていた。その際は、その地域のFM局のアナウンサー（岩手からの場合はFM岩手のアナウンサー）がアシスタントとして出演。
略称として「ヒルアヴェ」。ラテ欄では「ヒルサイド」または「ヒルサイド・アベニュー」と書かれることが多かった。

## 放送時間
月 - 木曜 13:30 - 15:55（2003年10月1日 - 放送終了時）
- 初期の頃は『FM歌謡アベニュー』の流れをくんだ形で13:00 - 14:55までの放送だった。その後『Better Than New』が終了したため、15:55までに拡大。
- 2003年10月の改編で『デイリーフライヤー』が開始となり、13時台が30分縮小した。
- 金曜は、ヒルサイド・アヴェニュー フライデー・スペシャルとして放送。2003年3月をもって終了した。
- また、一部のネット局は完全ネットせず、放送時間と曜日が異なる場合があった。

## 各曜日の歴代パーソナリティと担当期間
平山陽子と小川もこは前番組『FM歌謡アベニュー』のパーソナリティから続投。
| 期間                          | 月曜日     | 火曜日     | 水曜日     | 木曜日    | 金曜日       |
| ----------------------------- | ---------- | ---------- | ---------- | --------- | ------------ |
| 1992年4月1日 - 1993年4月2日   | 平山陽子   | 平山陽子   | 小川もこ   | 小川もこ  | 小川もこ     |
| 1993年4月5日 - 1998年9月30日  | 石川小百合 | 石川小百合 | 小川もこ   | 小川もこ  | 小川もこ     |
| 1998年10月1日 - 2000年3月31日 | 石川小百合 | 石川小百合 | 小川もこ   | 小川もこ  | 牧野隆志     |
| 2000年4月3日 - 8月4日         | 磯野貴理子 | 石川小百合 | 鈴木万由香 | 小川もこ  | 平井貴子     |
| 2000年8月7日 - 2001年3月30日  | 小田静枝   | 石川小百合 | 鈴木万由香 | 小川もこ  | 平井貴子     |
| 2001年4月2日 - 2002年9月30日  | 小田静枝   | 石川小百合 | 鈴木桃子   | 小川もこ  | （放送なし） |
| 2002年10月1日 - 2005年3月31日 | 西任白鵠   | 西任白鵠   | 中田美香※  | 中田美香※ | （放送なし） |

※2005年1月のみ、「TOKYO MOVE」担当レポーターでもあった井門宗之が担当

## タイムテーブル
- 13:39 Livin'High 言の葉歳時記
- 14:15 FMラジオショッピング（一部地域差し替え）
- 14:20 ヒルサイド・アヴェニュー・ミュージック・セレクション
- 14:30 TOKYO MOVE
- 14:55 クロネコヤマトのデイリートーク（TOKYO FM制作で、JFN加盟38局同時ネット）
（秋田のみ14:50からローカル番組『ハイ!カローラおばこです』を放送するため13:55に放送。この時間帯の編成は、『Wonderful Go!Go!』以降も続いている。）
- 15:08　Hi! How are you?（全国各地のイベント情報を紹介）
- 15:20　SUGER&SPICE（ゲストコーナー）

### ヒルサイド・アヴェニュー フライデー・スペシャル
2001年4月までの放送形態を改め、金曜からは55分番組を3本放送する形にした。この形態は2003年4月に『FRIDAY GOES ON!〜あっ、それいただき〜』がスタートするまでの2年間続いた。
13:00 ALL THIS TIME（オール・ディス・タイム）
陣内大蔵が出演。それまで放送された『夕方音楽〜ユーガッタ・ミュージック〜』の後継ぎで、これまでのリスナーに気合を入れるコーナーやエンディング挨拶の「Good-bye and peace!」などがそのまま引き継がれた。
13:55 THE VOICE（ローカル枠）（ローカル枠）
14:00 much ado noon〜午後のから騒ぎ〜（マッチ・アドゥ・ヌーン）
矢村貴子が出演。ゲストを迎えて送る生放送であったため、矢村のキャラクターも相まってかなりにぎにぎしい番組となっていた。
14:15 FM Radio Shopping（番組内包）
14:55 クロネコヤマトのデイリートーク
15:00 SOUND EDIT（サウンド・エディット）
諏訪部順一が出演。前番組に比べるとかなり静かな雰囲気の番組。洋楽専門の55分間。声優である諏訪部が担当した初のFM音楽専門番組でもあった。
15:55 JFNニュース

### 放送終了以前に撤退したコーナー
- TOKYO LOOK
- サウンド・フリークエンシー
- アヴェニュー・ゲスト・パーク
- @（アットマーク）アヴェニュー
- アフタヌーン・キャンバス
- TOKYO GROOVE
- お楽しみカラオケコーナー
- アニバーサリー・データ

## ネット局
- エフエム青森
- エフエム秋田
- エフエム岩手
- エフエム山形
- エフエム福島
- エフエム栃木
- エフエム群馬（途中、打ち切り）
- エフエムラジオ新潟（2003年3月打ち切り）
- エフエム長野
- 富山エフエム放送（2003年打ち切り）
- 福井エフエム放送（2003年3月打ち切り）
- 岐阜エフエム放送（2002年4月から、開局時未ネット）
- エフエム三重
- エフエム滋賀
- 兵庫エフエム放送（2003年4月からネット、同年10月打ち切り）
- エフエム山陰
- エフエム岡山
- エフエム山口（一時期中断していた）
- エフエム香川
- エフエム徳島
- エフエム高知
- エフエム佐賀
- エフエム長崎
- エフエム大分
- エフエム熊本（途中、打ち切り）
- エフエム宮崎
- エフエム鹿児島

| JFN系列 月 - 木曜 午後のワイド番組                                  | JFN系列 月 - 木曜 午後のワイド番組                                                                   | JFN系列 月 - 木曜 午後のワイド番組                                                                  |
| 前番組                                                              | 番組名                                                                                               | 次番組                                                                                              |
| ------------------------------------------------------------------- | --- | --------------------------------------------------------------------------------------------------- |
| FM歌謡アベニュー （13:00 - 14:55）Better than New （15:00 - 15:55） | ヒルサイド・アヴェニュー （2001年4月より縮小）                                                       | デイリーフライヤー （2003年10月 - 、13:00 - 13:30）Wonderful Go!Go! （2005年4月 - 、13:30 - 15:55） |
| JFN系列 金曜 午後のワイド番組                                       | | |
| FM歌謡アベニュー （13:00 - 14:55）Better than New （15:00 - 15:55） | ヒルサイド・アヴェニュー ↓ ヒルサイド・アヴェニュー フライデー・スペシャル （2001年4月 - 2003年3月） | FRIDAY GOES ON! 〜あっ、それいただき〜                                                              |